# František Hrabčík
František Hrabčík (30. listopadu 1894 Hodolany u Olomouce – 28. července 1967 Praha) byl český důstojník, příslušník československých legií v Rusku a posléze divizní generál Československé armády.

## Životopis

### Mládí a první světová válka
Narodil se ve městě Hodolany na Hané, které se později staly součástí nedaleké Olomouce. Po absolvování reálného gymnázia v Olomouci v roce 1913 nastoupil na Vojenskou technickou akademii ve Vídni, kterou v březnu roku 1915 ukončil jako poručík. Z důvodu začátku první světové války byl odveden do rakousko-uherské armády a odvelen na východní frontu. Od března 1915 pak velel rotě 32. pěšího pluku. V červnu 1915 byl zraněn, po pobytu v nemocnici se opět vrátil do služby a od září 1915 velel rotě téhož pluku. 21. července 1916 u města byl Berestečko zajat a následně internován v zajateckém táboře ve městě Boryspil na Ukrajině.

### V československých legiích
Zde následně 14. června 1917 vstoupil do československých legií a 8. září 1917 byl zařazen jako velitel 4. roty 6. střeleckého pluku. V září a říjnu 1917 absolvoval důstojnické kurzy v městě Boryspil a v říjnu byl, v hodnosti poručíka, jmenován velitelem 6. roty 1. střeleckého pluku Mistra Jana Husa, se kterým měl následně absolvovat tzv. Sibiřskou anabázi s cílem dosáhnout přístavu ve Vladivostoku. Od března 1918 byl štábním důstojníkem sboru čs. legií v Rusku.
V květnu 1918 se pak zapojil do střetů s bolševickou Rudou armádou, která proti legiím v rámci vypuknuvší ruské občanské války začala bojovat. 26. května 1918 ustala osobní a nákladní vlaková doprava z města Kurgan ve směru na východ pro nedorozumění mezi sovětskými úřady a zde stojícími československými vlaky (železniční trať mezi nádražím a mostem přes Tobol byla demontována téhož dne na příkaz kurganských bolševických komisařů), kde se mj. nacházel také Hrabčík. K 1. červnu 1918 bylo na stanici Kurgan 6 sledů s československými legionáři, celkem disponujícími 168 puškami a 1 kulometem). Po výzvě k odzbrojení odmítli vzdát své zbraně a ve 2 hodiny ráno zaútočili na město a svrhli zde sovětskou moc, se ztrátou jednoho zabitého legionáře, Františka Seidla. Ráno obsazení města zde byl z řad Rusů a Čechoslováků vytvořen oddíl, který zahrnoval asi 100 dobrovolníků, v jeho čele stanul podporučík Hrabčík. Oddíl nejprve hlídkoval ve městě v noci, kdy si dobrovolníci odebírali obyvatel města půjčovali koně a na konci šestihodinové hlídky je vraceli jejich majitelům. Po znovuobnovení okrskové policie pak potřeba takových hlídek zmizela..

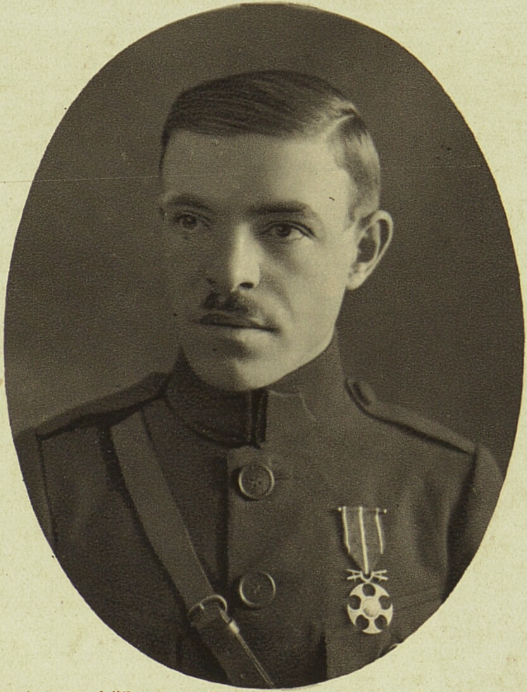
František Hrabčík v hodnosti majora (asi 1919)

17. června 1918 opustil dobrovolnický oddíl vedený poručíkem Hrabčíkem, skládající se z asi 130 pěších a 15 jezdců, Kurgan, aby pronásledoval oddíl Rudých pod velením předsedy rolnické sekce Kurganského sovětu zástupců Dmitrije Jegoroviče Pičugina. Ráno 18. června dorazil oddíl do vesnice Belozerskoje a odtud se přesunul do Ust-Suerskoje. Legionáři a bělogvardějci obsadili přechod přes řeku Tobol v Ust-Suerskoye, kde se od místních dozvěděli, kde se vojáci Rudé armády pohybují. Bolševici pak byli zajati kavalérií vedenou kapitánem Michailem Michajlovičem Manžetnym Jeden zajatý rudoarmějec pak vypověděl, že Pičugin uprchl do Tobolu a oddíl vedený štábním kapitánem Etyanem Gusevem jej pak zajal na břehu Tobolu. Hrabčíkův oddíl ukořistil zbraně (150 pušek) a 21 zajatců, následně se pak vydal na zpáteční cestu. Vojáci Rudé armády byli poté propuštěni, pět z nich se potom rozhodlo vstoupit do dobrovolnického oddílu. Dmitrij Egorovič Pičugin a jeho spolubojovník, vojenský velitel Nefjodov, byli 23. června 1918 z rozhodnutí vyšších důstojníků bělogvardějců zastřeleni na Belozerském traktu poblíž vesnice Bely Jar, při cestě do Kurganu.
Kurganští dobrovolníci se jako součást kolony štábního kapitána Dmitrije Nikolajeviče Pankova přesunuli do Šadrinska a Dalmatova. Zde byl odpor Rudých tvrdý: v boji u Šadrinska bylo zabito 5 dobrovolníků, u Dalmatova 11. července potom 17 osob. 25. července 1918 se v bojích u vlakové stanice Sinarskaja a obce Kamenskij Zavod (dnes město Kamensk-Uralskij) postavil pod velením poručíka Hrabčíka obrněný vlak, který se následně zúčastnil bojů o město Bogdanovič. V polovině srpna 1918 se bolševické jednotky stáhly do oblasti stanice Antratsit, u vesnic Jolkino a Irbit Veršiny, kde místní podmínky přály obraně. Bělogvardějci zde podnikali noční útoky a snažili se obejít pozice Rudých, ale všechny jejich pokusy byly neúspěšné a obě strany utrpěly těžké ztráty. Hrabčíkův kurganský dobrovolnický oddíl, čítající zpočátku přes sto bojovníků, po těchto bitvách zůstal v počtu asi dvaceti mužů. Zbylí bojovníci z oddílu byli pak zařazeni do 3. sibiřského pluku.
Dne 14. září 1918, asi v 11 hodin večer, když se Hrabčík vracel domů hlavní ulicí v Kurganu, byla na něj poblíž Chlyzovova domu (nedaleko nynější koleje KSU na ulici M. Gorkého) vržena bomba. Terorista nebyl ve tmě přesný, bomba spadla vedle Hrabčíka na vozovku. Výbuch jej srazil k zemi a on ztratil vědomí. Atentátník pak z místa uprchl. V roce 1932 uvedl jistý Stepan Predein, že to on bombu na Hrabčíka vrhl. Dobový protokol k tomu uvádí: „Komise kategoricky prohlašuje, že případ Hrabčíka byl a je dodnes považován za provokativní fikci s cílem vyvolat terorizaci dělníků na svobodě a krvavé represálie proti politickým vězňům. Že názorová odlišnost takového antikomunistického, protibolševického plánu a jeho realizace byla absolutně neznámá nikomu v politických kruzích a dokonce ani jednotlivým organizovaným soudruhům. Že žádný z předních soudruhů podzemních organizací osobně nepověřil Predeinovi takový úkol, že smrt 10 soudruhů zůstane černou skvrnou na Predeinově svědomí a záhadnou taktikou jeho politické deviace."
Od září 1918 pak Hrabčík působil velitel kulometného oddílu 1. čs. pěšího pluku Mistra Jana Husa, od října 1918 pak jako velitel pěší roty téhož pluku. Počátkem roku 1919 byl poslán do kurzů na Akademii generálního štábu v Tomsku, kde získal hodnost kapitána. Od května 1919 byl přednostou operačního oddělení velitelství 2. pěší divize čs. legií. Od listopadu 1919 byl jmenován zástupce náčelníka generálního štábu jakožto generál-ubytovatel.
Dne 29. ledna 1920 podepsali proviantní generálmajor Hrabčík a představitel československé vlády v Irkutsku Dr. Blahoš dohodu s předsedou Irkutského vojenského revolučního výboru A. A. Širyamovem o podmínkách pro obnovení mírových jednání. Podle tohoto dokumentu převzala československá vláda v Irkutsku závazky zachovat zlaté zásoby Ruského impéria ve městě, které pak byly pod ochranou československých vojsk. Za žádných okolností neměla být tato záloha postoupena cestě východně od Irkutska. Čs. velení se navíc zavázalo, že nepřijme žádná opatření k zasahování Irkutského vojenského revolučního výboru do jeho likvidace zbytků Kolčakovy armády, do pravidelného pohybu vojenských sil Irkutského vojenského revolučního výboru po železnici a v předání zajatých Rusů, bělogvardějců a členů velení kolčakovců. Československé velení pak zcela odmítlo další účast v občanské válce.

### V Československu
V roce 1920 se Hrabčík v hodnosti podplukovníka vrátil lodním transportem do své vlasti. V letech 1920-1922 studoval na Vysoké válečné škole (École Superieure de Guerre) v Paříži. Od 18. října 1922 do 30. září 1923 byl jmenován velitelem 5. pěšího pluku v Praze. Od listopadu 1923 do 15. září 1925 působil jako náčelník štábu Velitelství pozemního vojska v Praze (Zemské vojenské velitelství pro Čechy), od 15. září 1925 do října 1926 pak jako náčelník štábu Velitelství pozemního vojska v Praze (Zemské vojenské velitelství v Praze). Od listopadu 1926 do září 1929 – zástupce přednosty vojenské školy v Praze.
Od srpna 1932 do prosince 1933 mu bylo svěřeno velení 1. horské brigády v Ružomberku, od prosince 1933 do října 1934 potom velel 9. divizi v Bratislavě. Od října 1934 do října 1935 byl vedoucím kurzů vyšších velitelů v Praze (opětovně pak od prosince 1936 do září 1938). Roku 1935 dosáhl povýšení na divizního generála. Od 15. října 1935 do září 1936 vykonával funkci velitele 6. sboru v Košicích (VI. sbor).

### Po roce 1938
Na přelomu září a října 1938, kdy byla podepsána Mnichovská dohoda mezi Nacistickým Německem, Velkou Británií a Francií o záboru oblasti Sudet Německem, byl Hrabčík součástí vojenské mise v Paříži. Po návratu do země působil od října 1938 do března 1939 jako šéf československo-polské delimitační komise pro urovnání Těšínského konfliktu v moravskoslezském Místku. Od března do září 1939 pracoval v komisi pro likvidaci čs. Ministerstva obrany (přednosta Umísťovací komise ministerstva v likvidaci). Od září do prosince 1939 zastával funkci náměstka ministra obrany při likvidaci ministerstva (zástupce ministra Ministerstva národní obrany v likvidaci).
Za druhé světové války se účastnil protinacistického odboje a v květnu 1945 během Pražského povstání vedl bojovou skupinu. Po návratu do znovuobnovené československé armády vedl letech 1945 až 1946 československou misi u Spojenecké komise pro správu obsazených území. Od 1. února 1946 do 1. února 1947 byl velitelem 5. armádního sboru (V. sbor), poté se stal přednostou Vojenského historického ústavu Praha. Po komunistickém převratu v ČSR v únoru 1948 byl však při důsledných personálních změnách k 1. červnu 1948 z armády propuštěn.

### Úmrtí
Divizní generál František Hrabčík zemřel 28. července 1967 v Praze ve věku 72 let.

## Ocenění
- Řád Sokola, 1919
- Československý vojenský kříž, 1920
- Československý vojenský kříž, 1946
- Československá revoluční medaile, 1920
- Vítězná medaile, 1921
- Distinguished Service Order (Řád za vynikající službu), Velká Británie, 1920
- Důstojník Čestné legie, Francie, 1928
  - Rytíř Čestné legie, Francie, 1924
- Komandérský kříž Řádu rumunské koruny, Rumunsko, 1926
- Velkodůstojník Řádu hvězdy Rumunska, Rumunsko, 1930
- Komtur Řádu tří hvězd, Lotyšsko, 1928
- Komandérský kříž Řádu litevského velkovévody Gediminase, Litva, 1928
- Kříž velkého velitele Řádu Vitolda Velikého, Litva, 1930

## Vojenské hodnosti
- 15. března 1915 - poručík (rakousko-uherská armáda)[2]
- 25. února 1919 - kapitán (sbor čs. legií)
- 10. dubna 1919 - major (sbor čs. legií)
- 16. dubna 1920 - podplukovník (Československá armáda)
- 18. srpna 1920 - podplukovník Generálního štábu (Československá armáda)
- 28. června 1923 - plukovník Generálního štábu (Československá armáda)
- 21. února 1929 - brigádní generál (Československá armáda)
- 16. února 1935 - divizní generál (Československá armáda)[2]